# Barbara Ling
Barbara Claire Ling (* 4. August 1952 in Los Angeles) ist eine US-amerikanische Filmarchitektin.

## Leben
Barbara C. Ling hatte an der UCLA Politische Wissenschaft studiert, ehe sie sich für den Wechsel in einen künstlerischen Beruf entschied. Sie ließ sich zur Szenenbildnerin ausbilden, begann Anfang der 80er Jahre als Lichtgestalterin von Bühnenshows wie die von Pee-Wee Herman und legte 1986 mit „True Stories“ ihre erste Arbeit als Chefdesignerin beim Film vor.
Aus ihrem Œuvre stechen vor allem die finsteren Gotham-City-Dekors zweier Batman-Filme hervor, bemerkenswert sind aber auch ihre Bauten zu der Rockband-Biografie The Doors und das Ensemble eines abgeschiedenen Südstaaten-Provinznests in der Filmnostalgie Grüne Tomaten.
Zusammen mit Nancy Haigh gewann sie bei der Oscarverleihung 2020 einen Oscar in der Kategorie Bestes Szenenbild für Once Upon a Time in Hollywood.

## Filmografie
- 1986: True Stories
- 1986: Making Mr. Right – Ein Mann à la Carte (Making Mr. Right)
- 1986: Alles über Himmel und Hölle (Heaven, Dokumentarfilm)
- 1987: Unter Null (Less Than Zero)
- 1988: Lebensmüde leben länger (Checking Out)
- 1988: Verrückte Zeiten (Men Don’t Leave)
- 1990: The Doors
- 1990: V.I. Warshawski – Detektiv in Seidenstrümpfen (V.I. Warshawski)
- 1990: Grüne Tomaten (Fried Green Tomatoes)
- 1992: Falling Down – Ein ganz normaler Tag (Falling Down)
- 1993: Ein genialer Freak (With Honors)
- 1995: Batman Forever
- 1997: Batman & Robin
- 1999: Begegnung des Schicksals (Random Hearts)
- 2001: Hearts in Atlantis
- 2007: Rezept zum Verlieben (No Reservations)
- 2007: Mission Zero (Kurzfilm)
- 2012: The Lucky One – Für immer der Deine (The Lucky One)
- 2016: Fallen – Engelsnacht (Fallen)
- 2019: Once Upon a Time in Hollywood

## Auszeichnungen (Auswahl)
Oscarverleihung 2020
- Auszeichnung für das Beste Szenenbild in Once Upon a Time in Hollywood